# Rossana Hu
Rossana Hu (chinesisch: 胡如珊) (geboren 1968 in Taiwan) ist eine Architektin, die in Shanghai in der Volksrepublik China lebt und arbeitet. Mit ihrem Ehemann Lyndon Neri gründete sie das Architekturbüro Neri & Hu. 2021 wurde ihr als erster Frau die Leitung der Fakultät für Architektur an der Tongji-Universität in Shanghai übertragen.

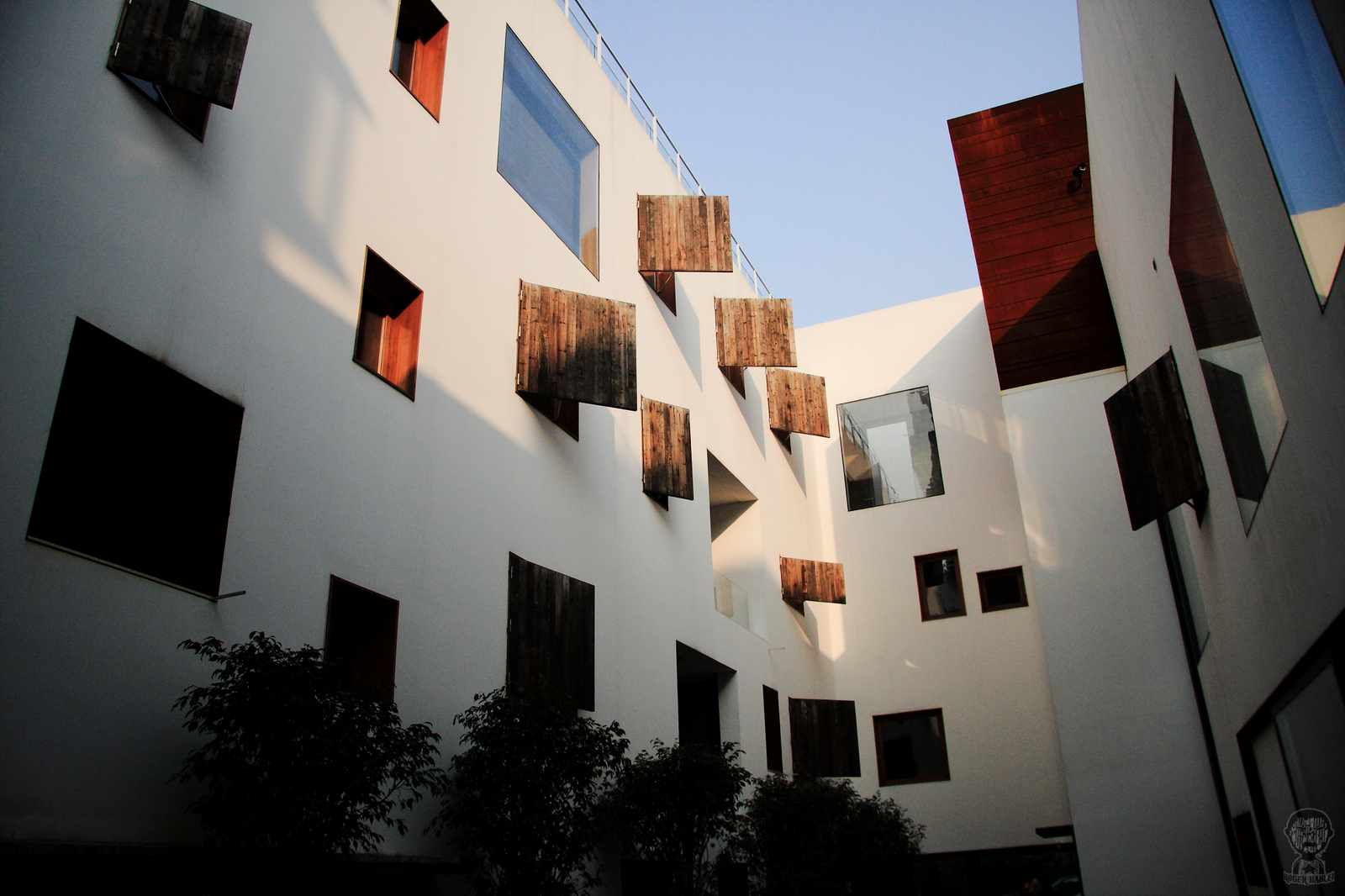
Patio von The Waterhouse, South Bund, Shanghai

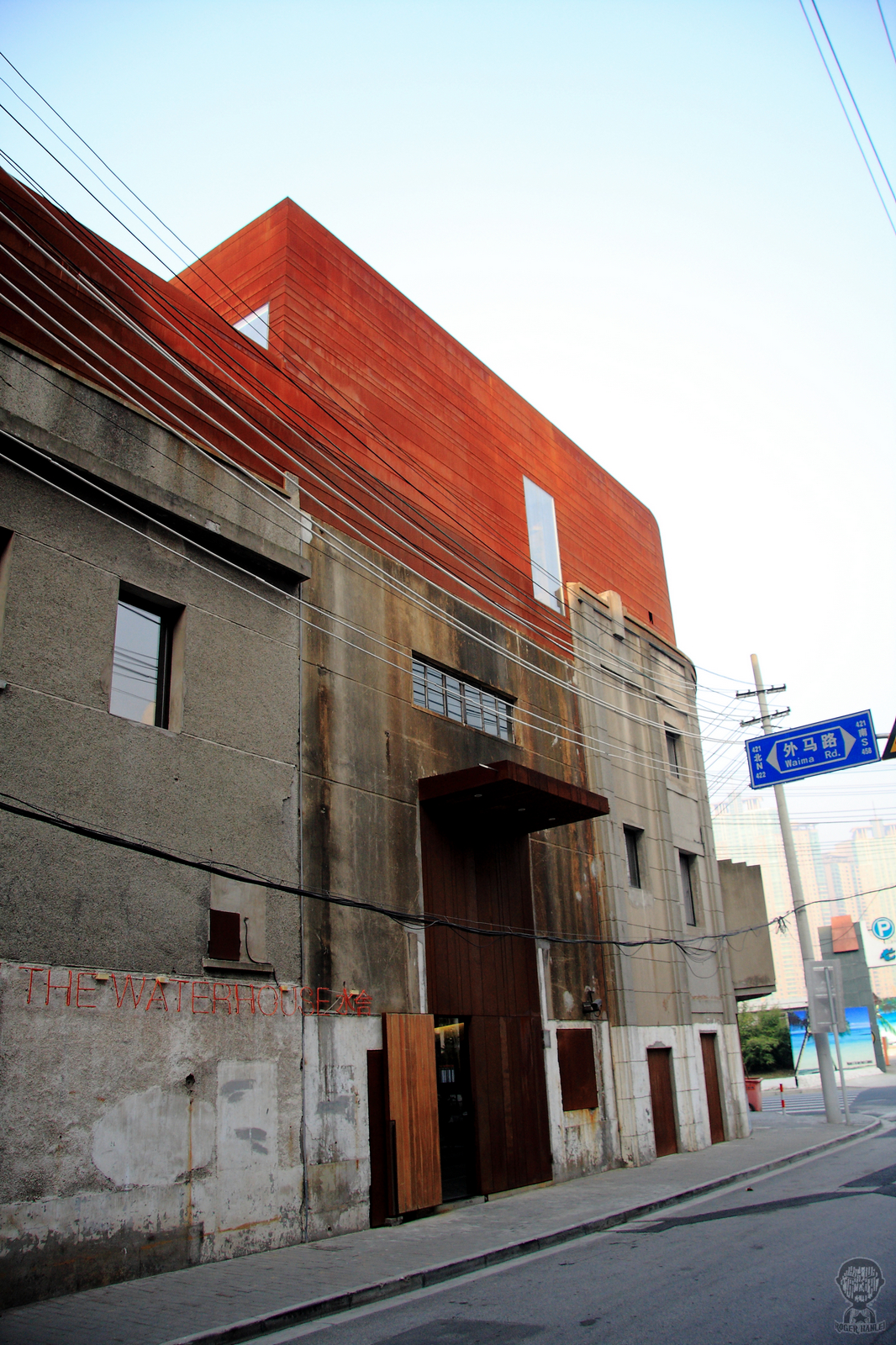
Alt und Neu: The Waterhouse, South Bund, Shanghai

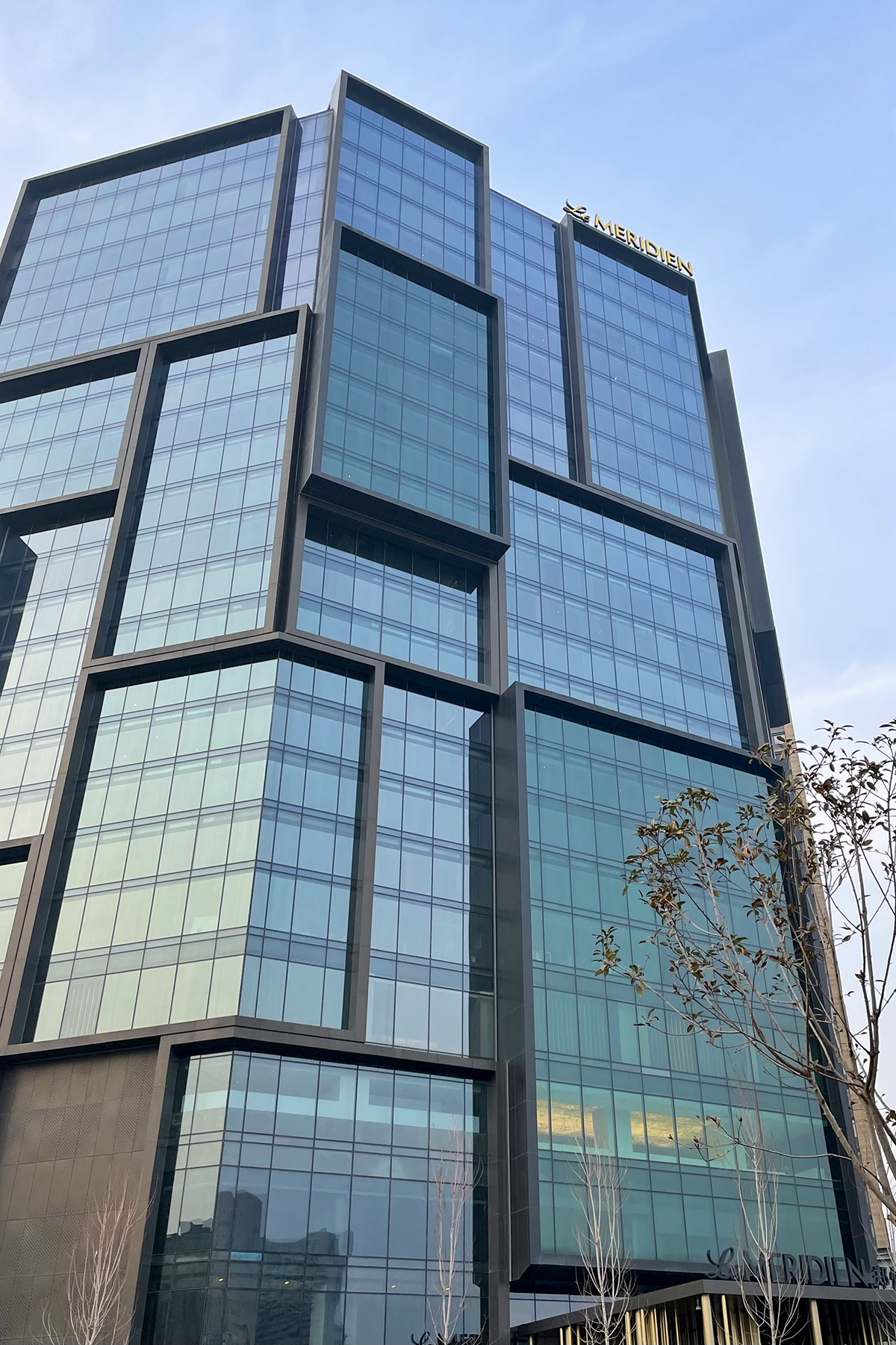
Le Meridien Zhengzhou

## Leben

### Ausbildung und erste Berufserfahrung
Hu studierte an der University of California Berkley und schloss mit dem Bachelor of Arts in Architektur und Musik ab. Ihr anschließendes Studium an der Princeton University schloss sie mit dem Master in Architektur und Stadtplanung ab. Danach arbeitete sie in verschiedenen Architekturbüros, so etwa bei Michael Graves & Associates, Ralph Lerner, Owings and Merril und The Architects Collaborative (TAC). Im Jahr 2000 kamen Hu und Neri über ein Projekt von Michael Graves nach China. Zunächst wollten sie nur drei Monate bleiben. Ihr Aufenthalt verlängerte sich von Monat zu Monat. Schließlich beschlossen sie, in China ein Architekturbüro zu gründen.

### Neri & Hu
2004 gründeten Rossana Hu und Lyndon Neri das Architekturbüro Neri & Hu Design and Research Office in Shanghai. Sie haben heute über 100 Mitarbeiter. Bei ihren modernen Projektentwürfen beziehen sie die traditionelle chinesische Architektur mit ein. Seither haben sie international beachtete Gebäude errichtet und erregten Aufsehen mit der originellen Wiederbelebung von historischen Gebäuden.
Für das Fünf-Sterne-Hotel The Waterhouse im Viertel South Bund in Shanghai, wurde auf einem dreistöckigen japanischen Militärhauptquartier aus den 1930er Jahren ein moderner Gebäudeteil aufgesetzt. Die Gestaltung des Inneren wurde nach modernen Gesichtspunkten durchgeführt, wobei die ursprüngliche Struktur immer an die Oberfläche geholt wurde. Die Fassade zeigt nach wie vor das graue alte Gebäude und gleichzeitig den farbigen Neubau darüber.
Das Fünf-Sterne-Hotel Le Meridien in Zhengzhou ist in einem Hochhaus untergebracht, das aus gestapelten Kästen zu bestehen scheint. Die Fensterfronten sind aus unterschiedlich grün gefärbten Scheiben zusammengesetzt, die sich von Kasten zu Kasten leicht unterscheiden. Die Vordächer des Eingangs werden von einem Wald aus Bronzeröhren getragen.
Die Fassade des Aranya Art Center im Küstenort Aranya bei Qinhuangdao ist mit unterschiedliche Strukturen gestaltet, die das massive Betongebäude optisch auflockern. Die unterschiedlichen Strukturen sollen das Meer zu unterschiedlichen Jahreszeiten abbilden: ruhig im Sommer und gefroren im Winter. Im Inneren des rechteckigen Gebäudes befindet sich ein rundes Atrium, der als Amphitheater gestaltet ist und als kommunaler Veranstaltungsraum geplant ist. Besucher gelangen über ein Café spiralförmig zum Amphitheater und schließlich zur Kunstgalerie. Das Dach ist begehbar und bietet einen Rundumblick auf Meer und Stadt.

### Theoretischer Ansatz
Neri und Hu arbeiten nach Aussage von Rossana Hu bei jedem Projekt eng zusammen, wobei Neri eher zeichnerische Talente und Hu eher theoretische Überlegungen bei der Konzeption einbringt. Ihr Portfolio umfasst sowohl Gebäude, Innenausstattungen als auch Einrichtungsgegenstände. Manchmal nehmen sie so auf alle Bereiche eines Projekts Einfluss. Hu bezieht Inspiration aus dem Shanghaier Alltag, aber auch Dichtung, Literatur und Musik sind für sie wichtig.

„Während wir uns vorstellen, was die Zukunft bringt, besetzen wir gemeinsam den Grenzraum des Experimentierens sowohl in theoretischen Konstrukten als auch in der Designpraxis. In der heutigen postkolonialen Welt spricht Homi Bhabha von Grenzen in der Kultur als einem Ort der Liminalität oder des "dritten Raums", in dem Übersetzungen und Verhandlungen stattfinden.“

### Lehrtätigkeiten
Hu unterrichtete an der Harvard Graduate School of Design und der Yale School of Architecture. Gastvorträge hielt sie an der Columbia University Graduate School of Architecture in New York, der Yale School of Architecture in New Haven, der School of Architecture der Königlichen Technischen Hochschule (KTH) in Stockholm und der Kent State University im Palazzo Vettori in Florenz.
Zwischen 2014 und 2017 lehrte Hu an der Tongji-Universität und organisierte dort mit Lyndon Neri auch mehrere Ausstellungen. Am 21. Dezember 2021 wurde Hu zur Dekanin des Fachbereichs Architektur am College of Architecture and Urban Planning (CAUP) ernannt, einer Fakultät der Tongji-Universität. Sie ist damit die erste Fachbereichsleiterin, die nicht an der Tongji-Universität studiert hat. Der CAUP-Dekan Li Xiangning begründete seine Entscheidung mit: „Da Hu eine vielfältige und globale Perspektive in die Schule einbringt, werden sich für die architektonische Forschung und Lehre an der Tongji sicherlich weitere Kanäle der internationalen Kommunikation öffnen.“
Mit Wirkung vom 1. Januar 2024 wurde Hu im April 2023 als ordentliche Professorin und Vorsitzende des Fachbereichs Architektur an die Weitzman School of Design der University of Pennsylvania berufen.

## Auszeichnungen (Auswahl)
Neri & Hu wurden mit anerkannten internationalen Preisen ausgezeichnet:
- 2009: Design Vanguard der Zeitschrift Architectural Record
- 2010: Emerging Architecture Award der Zeitschrift Architectural Review
- 2014: Designers of the Year der Zeitschrift Wallpaper*
- 2018: Gewinner des Plan Award
- 2021: Architecture studio of the Year der Zeitschrift Dezeen

Hu war Mitglied der International Prize Grand Jury des Royal Institute of British Architects (RIBA) im Jahr 2021.

## Ausstellungen
Neri & Hu stellten ihre Werke im Design Museum London, im von Zaha Hadid entworfenen MAXXI und im Museo de Arte Moderno in Mexiko-Stadt aus. 2021 gestalteten sie die Ausstellung Works in Permanent Evolution, im College of Architecture and Urban Planning (CAUP) der Tongji-Universität in Shanghai. 2023 waren sie auf der 18. Architekturbiennale Venedig eingeladen.

## Projekte (Auswahl)
- 2010: The Waterhouse South Bund, Shanghai, Fünf-Sterne-Hotel, Shanghai, China[13][14]
- 2013: Le Meridien Zhengzhou, Fünf-Sterne-Hotel, Zhengzhou, China[15]
- 2016: Suzhou Chapel, Kapelle in Suzhou, China[16]
- 2017: Tsingpu Yangzhou Retreat, Altersheim in Yangzhou, China[17]
- 2019: Aranya Art Center, Kunstmuseum in Qinhuangdao, China[18]
- 2021: Nantou City Guesthouse, Shenzhen, China[19]
- 2022: Erweiterungsbau des Qujiang Museums of Fine Arts, Xi’an, Shanxi, China[20]
- 2023: Piaget Flagship Boutique, Hongkong, China[21]

## Veröffentlichungen
- mit Lyndon Neri: neri & hu design and research office. Thames & Hudson, London 2021, ISBN 978-0-500-34360-9 (englisch).
- mit Lyndon Neri, David Chipperfield, Alejandro Zaera Polo: neri & hu design and research office. Works and projects 2004–2014. Park Books, Zürich 2015, ISBN 978-3-906027-89-0 (englisch).